# Micosis

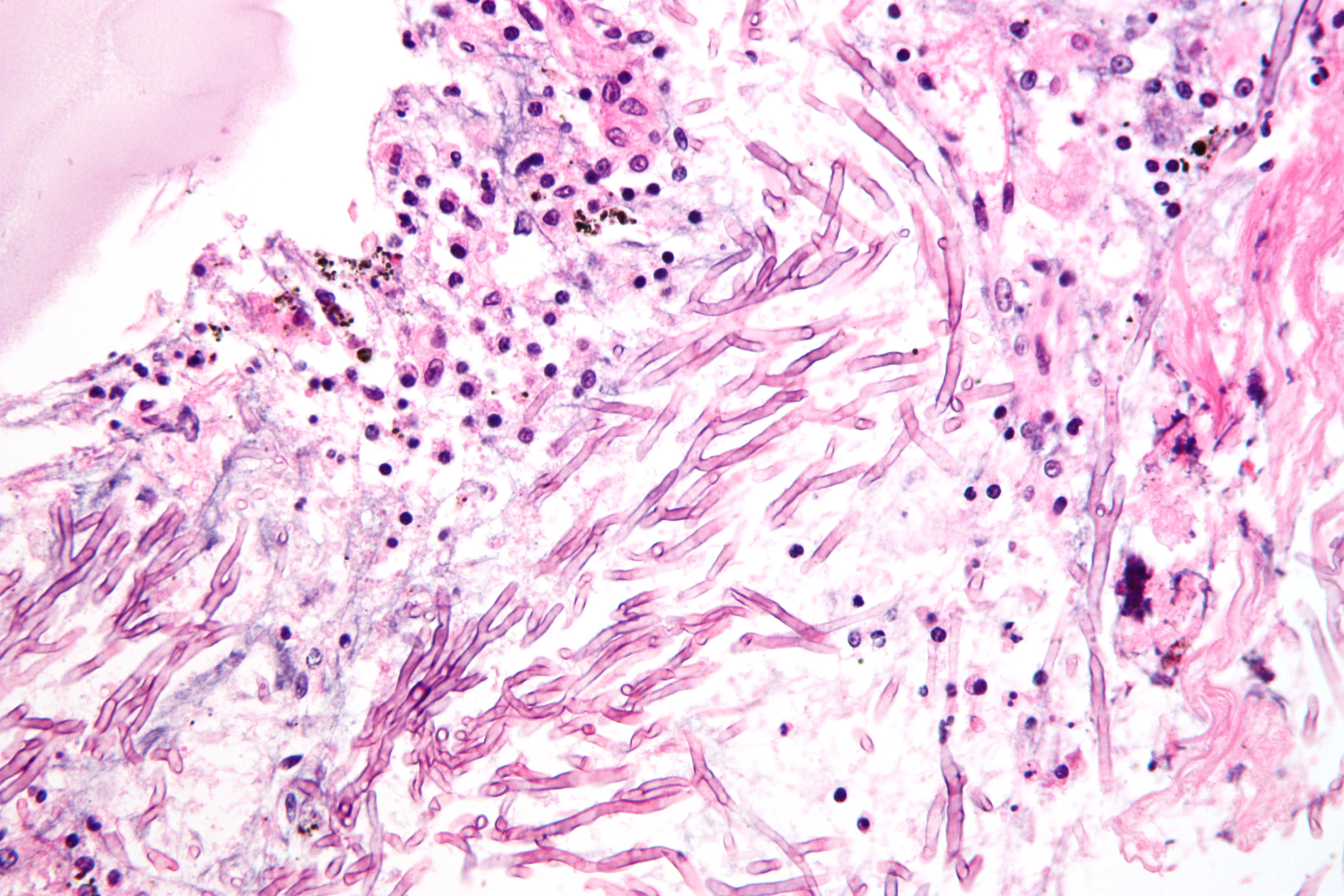
Tejido histopatologico de una infiltración de aspergilosis en pulmón.

Las micosis (del griego μυκος, hongo) son las infecciones causadas por hongos a animales o vegetales.
Algunas micosis son afecciones oportunistas que prosperan ante una baja de las defensas del sistema inmune del sujeto afectado. Tal baja puede ser causada por estrés, estados psíquicos de ansiedad o depresión, por el retrovirus del VIH-Sida o por ciertos tratamientos quimioterápicos, entre otros factores. Un ejemplo típico de micosis oportunista es la candidiasis.

## Micosis superficiales
Las micosis superficiales son infecciones muy prevalentes, en particular en los trópicos. Las principales son las dermatofitosis o tineas o tiñas (capitis, corporis, cruris, barbae y pedis, es decir, de la cabeza, del cuerpo, de la pierna, de la barba y del pie, respectivamente), producidas por Trichophyton, Epidermophyton y Microsporum, las candidiasis superficiales (Candida albicans y tropicales), la pitiriasis versicolor (Malazessia furfur) y las onicomicosis.
La micosis es una enfermedad infecciosa que afecta los tejidos de la piel debido a la presencia de hongos. Estos hongos tienden a proliferar en áreas del cuerpo donde se acumula la humedad, como la zona inguinal, los genitales, las uñas de las manos y los pies, el cuero cabelludo, entre otras.
Tratamiento
- Las micosis cutáneas (excepto onicomicosis y tinea capitis) responden bien al tratamiento con antifúngicos tópicos del tipo de los imidazoles. El tratamiento por vía sistémica está recomendado en los casos de difícil tratamiento o evolución severa. El tratamiento varía en intensidad según la localización.
- Si la tinea capitis no desaparece después de una semana de tratamiento con terbinafina, se debe asumir que la infección es producida por Microsporum y continuar el tratamiento por 2-4 semanas, hasta que se produzca la descamación.
- Para el tratamiento de tinea resistente a los tratamientos convencionales se recomienda:

- Terbinafina 250 mg, oral, una vez al día, por una semana o,
- Fluconazol 50 mg, oral, una vez al día durante 2 semanas, o en dosis única 150 mg una vez a la semana durante dos semanas, y en tinea pedis hasta de 4 a 6 semanas.
- El fluconazol oral se recomienda como una solución de última instancia y se lo prefiere conservar para infecciones micóticas sistémicas.

transmisión
Se transmite por la inhalación de esporas que se encuentran en el suelo contaminado.
Las colonias crecen lentamente a 25 °C en Saboraud. El hábitat natural se forma el suelo con un elevado contenido en nitrógeno, como el existente en áreas contaminadas por excrementos de ave. 
Los hongos pueden infectar el cuerpo humano a través de diversas vías: la contaminación puede originarse en otro individuo, a través de un animal portador (como gatos, perros o conejos), o incluso puede estar presente en el suelo. Estos hongos desarrollan una forma de protección llamada espora, lo que les permite sobrevivir durante meses en el entorno hasta encontrar las condiciones adecuadas para crecer.

## Tipos de micosis
Las micosis superficiales más comunes incluyen las tiñas (que pueden afectar el cuero cabelludo, el torso, las piernas, la barba y los pies), las candidiasis superficiales causadas por el hongo Candida albicans, la pitiriasis versicolor (también conocida como tiña versicolor) y las onicomicosis, que son infecciones en las uñas.

## Síntomas de la micosis
Las infecciones fúngicas o micosis pueden aparecer en cualquier parte del cuerpo, como el cuero cabelludo, manifestándose como caspa o dermatitis seborreica. En ocasiones, se manifiestan como manchas pigmentadas en el cuello y el tronco, de diversas extensiones. Además, pueden causar fisuras entre los dedos de las manos y los pies, lesiones rojizas y redondeadas en cualquier área, así como zonas inflamadas en las axilas e ingles.